# مانويل راميريز (منافس ألعاب قوى)
مانويل راميريز (بالإسبانية: Manuel Ramírez)‏ هو منافس ألعاب قوى كولومبي، ولد في 7 ديسمبر 1957.

## وصلات خارجية
- مانويل راميريز على موقع أوليمبيديا (الإنجليزية)